# Brasão de armas do Montenegro
O Brasão de armas de Montenegro (em montenegrino: Грб Црне Горе, Grb Crne Gore) foi confirmado pela nova Constituição proclamada em 2 de Outubro de 2007, previamente aprovada por um acto do Parlamento, em 12 de Julho de 2004. Ele substituiu o antigo brasão de armas, a principal diferença é que a águia dourada com duas cabeças, em vez da tradicional branca que, muitas vezes causa polémica entre heráldistas. Agora, é o motivo central da Bandeira do Montenegro, que também mudou, em 2004, bem como o brasão de armas do Exército de Montenegro.

## Descrição
O brasão de armas de Montenegro é composto por uma águia em ouro com as asas em voo, com um ceptro na sua direita e na sua esquerda nas suas garra sobre uma base vermelha (versão). Sobre o peito da águia está um escudo com um leão dourado em passante. O leão está num campo verde (base), com um plano de fundo azul. A coroa acima das cabeças da águia e do ceptro de ouro são cobertos com uma cruz. Os seres transgenicos são azuis com dourado e bainhas em cruz.

## Origens
O brasão de armas moderno de Montenegro é baseado na aparência das armas pessoais do Príncipe-bispo Pedro II, e este novamente no brasão do ex-déspota sérvio.
É interessante que antes da adoção do brasão de armas na versão atual (13 de julho de 2004) todos os estados montenegrinos (Principado Zeta, Vladicanska Crna Gora, Principado de Montenegro, Reino de Montenegro, República de Montenegro), desde a criação do país com este nome à sua independência das comunidades com a Sérvia (exceto para o período comunista) baseou seus símbolos heráldicos exclusivamente na representação de uma águia de duas cabeças branca, como um legado da sérvia medieval heráldica criada na época de Nemanjić.

## Brasões Históricos

### Período Medieval

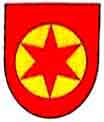
Brasão do Principado de Zeta
Brasão de Zeta sob a Casa de Crnojević

### Século XVII até o início do Século XX

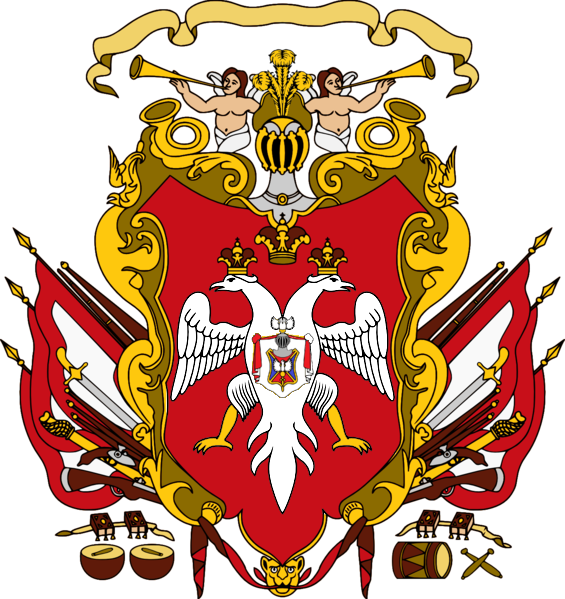
Brasão do Principado-Bispado de Montenegro (1516–1852)
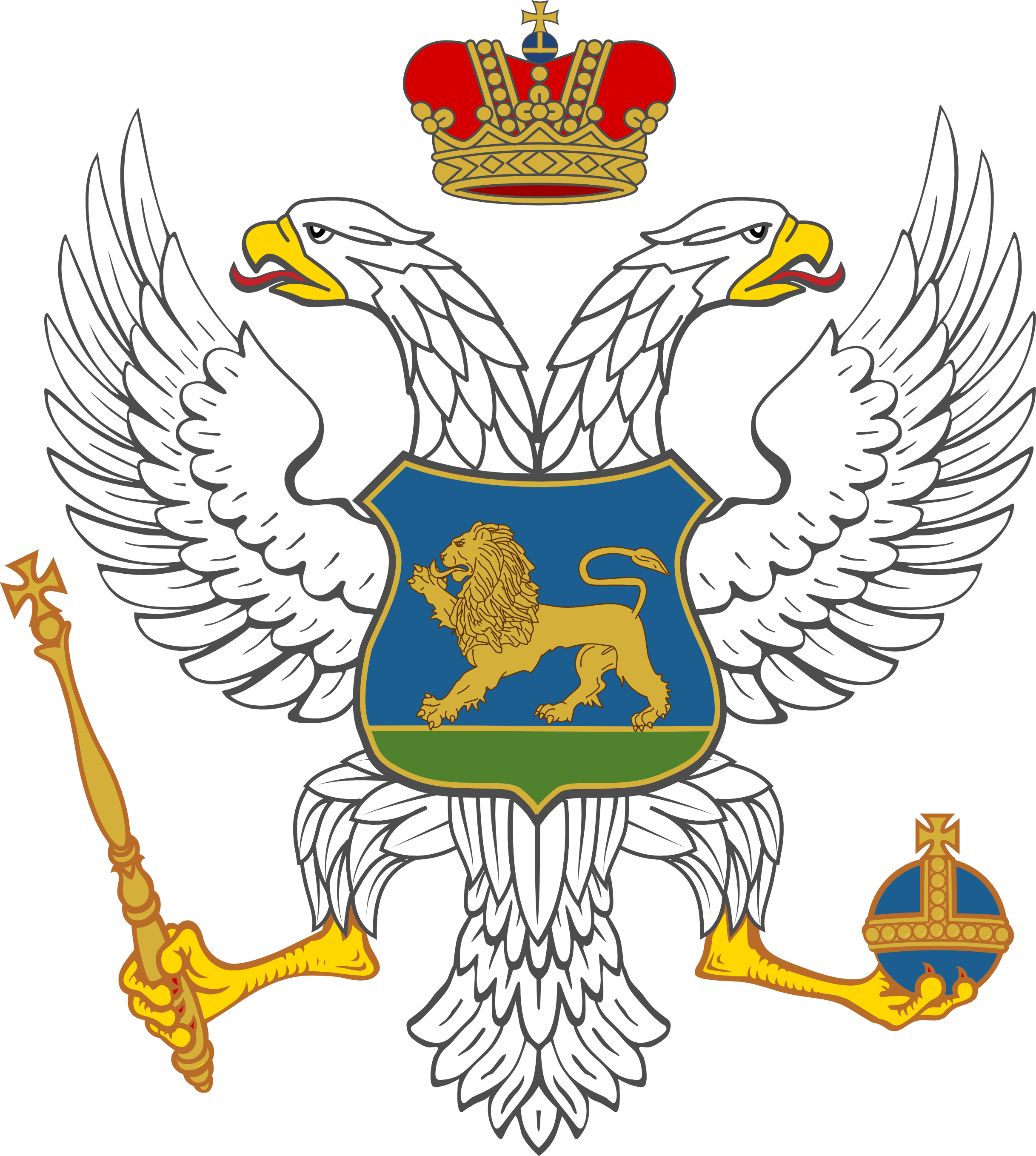
Armas Pessoais do Príncipe-bispo Pedro II
Brasão do Principado de Montenegro (1852–1910)
Brasão do Reino de Montenegro (1910−1918)

### Pós-guerra

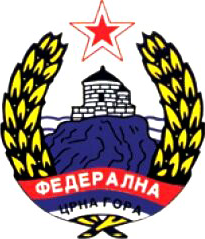
Emblema do República Socialista de Montenegro (1944-1947)
Emblema do República Socialista de Montenegro (1947-1963)
Emblema da República Socialista de Montenegro (1964-1994)
Brasão da Sérvia e Montenegro (1992-2006)
Brasão da República Autônoma de Montenegro (1992-2006)